# Bürmoos (stacja kolejowa)
Bürmoos (niem: Bahnhof Bürmoos) – stacja kolejowa w Bürmoos, w kraju związkowym Salzburg, w Austrii. Stacja jest obsługiwana przez Salzburg AG.
Stacja została otwarta w 1896.

## Linie kolejowe
- Linia Salzburg – Lamprechtshausen
- Linia Bürmoos – Ostermiething